# NGC 7304
NGC 7304 est une entrée du New General Catalogue qui concerne un corps céleste perdu ou inexistant dans la constellation de Pégase. Cet objet a été enregistré par l'astronome prussien Heinrich Louis d'Arrest le 20 aout 1862.

## Indentification de NGC 7304

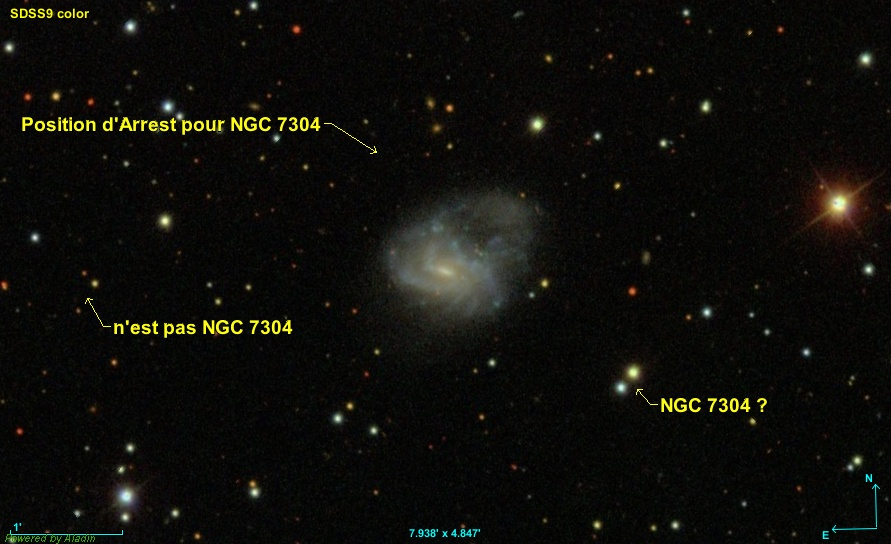
La galaxie au centre de l'image est NGC 7303 et ce n'est certes pas NGC 7304. Il se pourrait que ce soit la paire d'étoiles située au sud-ouest de NGC 7303.

La base de données HyperLeda indique qu'il s'agit de trois étoiles aux coordonnées 22h 31m 44,41s et 30° 58′ 46.8″, mais les mesures prises par d'Arrest sont habituellement précises et ce qu'il rapporte avoir vu est trop loin de cette position. Le catalogue UGC identifie NGC 7304 comme étant NGC 7303, ce qui est erroné. 
L'astronome français Guillaume Bigourdan a cherché ce que d'Arrest aurait vu en trois occasions, une fois après la publication d'Arrest et deux fois après la publication du catalogue NGC. Il a écrit qu'après ces trois tentatives qu'il n'avait rien vu. John Dreyer a aussi échoué à repérer cet objet, d'où le point d'interrogation suivant cette entrée. Enfin, il existe une autre possibilité évoquée par Steve Gottlieb, une paire d'étoiles au sud-ouest de NGC 7303.